# Алукард (Хеллсинг)
Алукард (яп. アーカード а:ка:до) — персонаж манги «Хеллсинг» и её аниме-адаптаций, создан мангакой Кота Хирано.
В 2002 году занял 16-е место среди мужских аниме-персонажей в Гран-при журнала Animage.

## Озвучка персонажа
В аниме-версии (как в телевизионной, так и в OVA) Алукарда озвучивает Дзёдзи Наката.
В английском дубляже обеих адаптаций Алукард озвучен Криспином Фриманом.

## Описание персонажа
По сюжету Алукард является самым могущественным бойцом в рядах организации «Hellsing» и во всём мире. Кроме того, он один из древнейших вампиров.
Алукард носит яркий костюм с элементами викторианского стиля. Он состоит из тёмно-красного костюма, высоких сапог и пышного галстука-банта, который он искусно повязывает вокруг своей шеи. Кроме того, на нём длинный красный плащ-крылатка и шляпа с широкими гибкими полями. Его глаза скрыты за оранжевыми стёклами очков в металлической оправе. Несмотря на свой основной стиль, от эпизода к эпизоду он может менять свою одежду.
Алукард является мастером-стрелком, а его невероятная физическая сила позволяет ему стрелять из двух пистолетов весом по 16 килограмм каждый. В бою Алукард проявляет ярость и жестокость, редко убивая своих противников до тех пор, пока они не будут полностью обезоружены и унижены. Часто он даёт своим врагам несколько шансов, чтобы они могли осознать всю мощь его способностей.
Несмотря на кровожадность, Алукард не бесчувственный, например: он уважает Интегру, был связан узами дружбы с Уолтером до его предательства, а также ему не безразлична его ученица Серас.
В девятом томе манги, после победы над Александром Андерсеном, Алукард начинает плакать. Он говорит: «Только человек может убить чудовище». Для него Александр был таким «человеком». Однако, превратившись в «монстра Елены», Андерсон теряет свой статус в глазах Алукарда и в результате погибает. Увидев смерть своего «шанса на поражение», Алукард не может сдержать слёз, ведь тот, кого он считал равным себе, сдался.
Несмотря на свой надменный вид, Алукард испытывает глубокую печаль и, по-видимому, завидует людям. Эта зависть не связана с их физической силой, а, скорее, с их способностью к смертности и старению. Он проявляет уважение к людям, которые способны достойно пережить старость и смерть, поскольку сам лишен этих качеств. Он никогда не испытывал естественного процесса старения и не сталкивался со смертью в обычном понимании этого слова.

## Создание
Кота Хирано признавался, что его часто обвиняли в плагиате из-за того, что существует множество историй на тему «Дракула жив», а также не раз указывали, что Алукард списан с Вэша-Урагана, главного героя манги «Триган», публиковавшейся в одном журнале с «Хеллсингом».
Имя «Алукард» является анаграммой имени «Дракула».
В аниме к герою обращались как «лорд Алукард», однако в манге, после снятия всех печатей, Интегра обращается к нему: «Мы вас заждались, граф».
Его прототипом является вампир из хентай-манги The Legends of Vampire Hunter.

## Биография
Влад III Цепеш (Дракула), послуживший основой для персонажа Хирано Коты, родился зимой 1431 года. Позже он стал известен, как Влад Цепеш (Влад Колосажатель), а также как Казык-бей (Закалывающий Принц) среди турок. Он правил с перерывами, являясь господарем Валахии до его «смерти» в 1476 году, в возрасте 45 лет.
Алукард вспоминает «тот день» 523 года назад в главе 71 выпуска «Castlevania». Подробности «смерти» и трансформации Влада показаны в главе 70 «Castlevania».
Гораздо позднее, в 1898 году, раскрываются события новеллы Брэма Стокера. Абрахам Ван Хеллсинг, Артур Хольмвуд, Куинси Моррис и Джек Сюард сумели одержать верх над Графом и убить всех его слуг.
В одном из ряда снов, описанных в 4-м томе (2-й эпизод серий OVA), Абрахам отмечает, что Мина была освобождена из-под власти Графа, точно так же, как это произошло в романе. С этого момента предыстория Алукарда начинает значительно расходиться с историей, рассказанной в книге Брэма Стокера. Граф был сражён в сердце, но не уничтожен. По собственной воле с того времени Граф стал слугой Абрахама и его потомков, неся верную службу каждому новому поколению Хеллсинг.
Следующей чередой значительных событий в жизни Алукарда является период Второй мировой войны в 1944 году: Алукард в образе маленькой девочки, вместе с 14-летним Уолтером Дорнесом, был отправлен в оккупированную Варшаву для того, чтобы остановить программу Миллениума по производству вампиров. 
Десятки лет спустя, в 1969 году, Алукард был заключён отцом Интегры, сэром Артуром Хеллсингом, в подземелье особняка Хеллсинг.
По словам сэра Хью Айландса в главе 75 выпуска «Heart of Iron», Артур полагал, что Алукард был «слишком сильным лекарством, чтобы использовать его как нечто большее, чем редкое снадобье». Но после смерти Артура в 1989 году Алукард был разбужен и освобождён, впитав кровь Интегры из её задетого пулей плеча.
После 20 лет своего заключения Алукард спас двенадцатилетнюю Интегру от её подлого дяди-предателя Ричарда и сам стал её слугой.

## Характер
Алукард почти неуязвим, из-за чего очень высокомерен.
Он часто принижает своих соперников. Во время боя Алукард может создать у врага иллюзию превосходства, чтобы затем легко одержать над ним верх.
Его долгая жизнь кажется ему бесконечным сном, который разбавляют лишь небольшие развлечения — его сражения. Он всегда ищет достойного противника (не путать с желанием найти своего убийцу).
Похоже, он не одобряет бессмысленные убийства. Во второй главе манги «Murder Club» он упоминает, что бессмысленные расправы двух вампиров делают их жалкими. В телевизионной версии («Club M») Алукард прямо высказывает своё недовольство.

Вы забрали все эти жизни и даже не из жажды. Понравилось? Вот что нужно такой мрази как вы, чтобы оттянуться?
Алукард страстно желает смерти. Он рассказывает Королеве, что она «всё такая же живая девчонка, как пятьдесят лет назад, юная леди» и что она стала «действительно красивой».
Затем он в главе 74 сообщает предателю Уолтеру, что его старое, дряхлое тело было «в триллион раз прекрасней», чем новое тело вампира.
В 8-м томе Алукард приходит в ярость, когда Андерсон пронзает своё сердце Гвоздём Святой Елены, превращаясь в монстра, так как среди монстров сам Алукард явно сильнейший. Отец Интегры (в OVA) рассказывает ей о короле нежити, что «его никто не любит и он сам никого не любит. Бесцельно блуждает он, ужасный призрак, уничтожая всё на своём пути. … эти ужасающие непобедимые чудовища достойны жалости — они как несчастные слабые дети, плачущие и ползающие на коленях».
Алукард надеялся, что паладин и был тем достойным человеком, который мог наконец оборвать затянувшийся сон вампира, и именно этим объясняется его монолог-просьба к Андерсону не становиться монстром.
Артур Хеллсинг лучше всего объясняет этот факт в главе 72:

Все они ищут возможность начать войну и бесконечные отчаянные, кровавые битвы, похожие на громкий плач. Не думаю, что они вообще хотят всего этого. Наоборот, так они кричат и молят о смерти.

## Способности
Алукард демонстрирует, в различных воплощениях, подавляющий арсенал сверхспособностей (некоторые критики отмечают, что он даже слишком могуч). Частично они перекликаются с теми, которыми Брэм Стокер наделил своего персонажа. Эти способности не ограничиваются описанными ниже:
- Бессмертие, ограниченное лишь количеством поглощённых душ[4]. Его практически невозможно ранить, но даже если и случится, то его тело моментально регенерирует[5][6]. Алукарда не могут убить даже обезглавливание и ранение в сердце[7].
- Огромная физическая сила[6][8].
- Сверхчеловеческая точность стрельбы из пистолетов[9][10].
- Сверхчеловеческое восприятие.
- Сверхчеловеческая скорость[6][8].
- Способность проходить сквозь твёрдые объекты[6][11].
- Перевоплощение (Алукард может превращать себя или свою часть в летучих мышей[12], насекомых[13], демоническую собаку («собаку Баскервилей» в OVA)[14], змей, аморфные массы тьмы[15] и различные гуманоидные формы[16][17])[6].
- Телепатия[8].
- Телепортация на небольшие расстояния.
- Гипноз или манипулирование сознанием[6][18].
- Поглощение памяти через выпиваемую кровь[19].
- Призыв душ тех, чью кровь он пил, в различных физических формах, которые либо становятся продолжением его тела, либо роятся вокруг[6].
- Иммунитет к солнечному свету[20].

## Критика и отзывы
- В списке «25 величайших персонажей аниме» (англ. Top 25 Greatest Anime Characters) по версии IGN Алукард занял 21-е место[21].

- Anime News Network хвалил Алукарда за то, что он освежает образ антигероя-вампира и назвал его «quite the cool figure» (рус. весьма крутой фигурой)[22]. В интервью Anime Network News Криспин Фриман, актёр, озвучивавший Алукарда в американской версии аниме, заявил, что он любил озвучивать своего персонажа, так как ему нравится озвучивать «персонажей, которые находятся на грани безумия по той или иной причине», и что он любит озвучивать очень сексуальных персонажей, а «Алукард наиболее сексуальный хищник из всех аниме-персонажей, которых я играл»[23].

- На T.H.E.M Anime Reviews Алукард описывается как «Насквозь анти-герой, но ты просто не сможешь удержаться, чтобы не поддержать его, даже когда очевидно, что он не совсем хороший парень во всём…»[6].
- В обзоре журнала «Мир фантастики» говорилось о том, что визуальный образ героя даёт чёткое представление как о нём самом, так и об идее, которую он несёт. Он является вампиром и одновременно охотником на вампиров, в нём сочетаются аристократизм и свобода воли, а внешний вид прекрасно сочетается с характером. Ухмылка на лице отражает презрительное отношение к тем, кто слабее его[24].